# Своде
Своде (болг. Своде) — село в Болгарии. Находится в Софийской области, входит в общину Правец. Население составляет 78 человек (2022).

## Политическая ситуация
Своде подчиняется непосредственно общине и не имеет своего кмета.
Кмет (мэр) общины Правец — Красимир Василев Живков (Красимир Василев Живков) по результатам выборов в правление общины.